# Élections législatives thaïlandaises de 2023
Les élections législatives thaïlandaises de 2023 ont lieu le 14 mai 2023 afin de renouveler les 500 membres de la Chambre des représentants.
Issu du Coup d'État de 2014, le gouvernement sortant du Premier ministre Prayut Chan-o-cha bénéficie d'une constitution taillée sur mesure. Malgré la baisse de popularité de ses alliés du Palang Pracharat et du Parti de la Nation thaïe unie, le système politique lui permet en effet de se maintenir avec un minimum de 126 sièges à la Chambre grâce au soutien des membres du Sénat, indirectement nommés par l'armée.
L'opposition est principalement menée par le Pheu Thai de Paethongtarn Shinawatra et Aller de l'avant, de Pita Limjaroenrat, qui succède au Parti du nouvel avenir à la suite de sa dissolution en 2020. Largement en tête des sondages, ces formations sont néanmoins soumises à la nécessité d'obtenir au moins 376 sièges pour espérer outrepasser le vote des sénateurs et provoquer une alternance.
Le scrutin se révèle une sévère défaite pour les militaires, l'opposition arrivant largement en tête. Aller de l'avant créé en particulier la surprise en arrivant largement en tête, surpassant le Pheu Thai qui progresse néanmoins et arrive deuxième avec une large avance sur le Parti de la Nation thaïe unie. Tous deux n'obtiennent cependant que près de trois cents sièges, plaçant ainsi le Parti de la fierté thaïe en position de faiseur de roi. Ce dernier annonce cependant son opposition à la candidature de Pita Limjaroenrat au poste de Premier ministre, forçant l'opposition réunie en une vaste coalition à dépendre du ralliement d'une soixantaine de sénateurs. L'échec de Pita Limjaroenrat à se faire élire premier ministre conduit le Pheu Thai à rompre son alliance pour soutenir la candidature de l'un de ses membres, Srettha Thavisin. Ayant obtenu le soutien d'une partie de l'opposition et des partis liés à la junte, dont le Parti de la fierté thaïe, Thavisin est élu Premier ministre le 22 août.
Le retournement d'alliance du Pheu Thai, qui permet à la junte de se maintenir au sein du gouvernement, coïncide avec le retour en Thailande de Thaksin Shinawatra. Ce dernier accepte ainsi de commencer à purger sa peine de prison, en échange d'une promesse de grace royale, qui intervient début septembre.

## Contexte

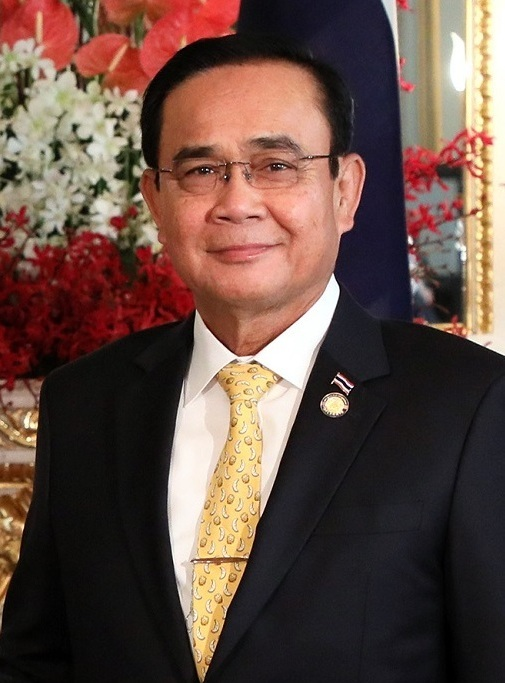
Prayut Chan-o-cha

### Élections législatives de 2019
Les élections législatives de mars 2019 interviennent dans un contexte d'effervescence démocratique, le scrutin devant permettre le retour théorique du pouvoir aux civils après cinq années de junte militaire. Arrivée au pouvoir par un Coup d'État en 2014 à la faveur d'une profonde crise politique ayant précédé et suivi les élections législatives de 2014, la junte s'était autoproclamée Conseil national pour la paix et le maintien de l'ordre avant de porter le commandant en chef de l'Armée royale thaïlandaise et auteur du coup d'état, Prayut Chan-o-cha au poste de Premier ministre,.
Les élections de 2019 conduisent à la reconduite controversée de Prayut Chan-o-cha. Malgré l'arrivée en tête des suffrages de son parti, le Palang Pracharat, celui-ci essuie une défaite avec sa mise en minorité face aux partis d'opposition. Le rôle dans la désignation du Premier ministre accordé à la chambre haute, nommée par la junte selon une constitution rédigée sur mesure, permet cependant au chef de la junte de se maintenir. Selon une disposition transitoire de la nouvelle constitution adoptée par référendum dans un contexte d'interdiction de toute critique du projet, le Premier ministre est en effet choisi pendant les cinq premières années par un vote du total des membres de la chambre des représentants et du Sénat réunis. La chambre comporte 500 représentants directement élus par la population tandis que le Sénat en comporte 250, nommés indirectement par l'armée. Cette disposition s'appliquant tout au long du mandat de cinq ans du Sénat, qui doit s'achever en 2024, les élections législatives de 2023 voient également le futur Premier ministre choisi selon cette méthode controversée, qui permet à la junte de se maintenir avec un minimum de seulement 126 représentants à la chambre basse, là où l'opposition doit obtenir 376 pour espérer provoquer une alternance,.
Bien que la constitution interdise à un Premier ministre de rester en poste plus de huit ans, Prayut Chan-o-cha parvient à se maintenir par une décision de la Cour constitutionnelle. Après l'avoir suspendu le 24 août 2022 pour cette raison, cette dernière juge le 30 septembre suivant que son mandat a commencé en 2017 lors de la mise en place de la nouvelle constitution, lui permettant ainsi de repousser son départ théorique à 2025,.

### Évènements récents

Manifestation en juillet 2020 à Bangkok

Malgré sa tentative de légitimation par les urnes, le gouvernement Prayut Chan-oh-cha reste particulièrement autoritaire et viole les droits et libertés fondamentales, selon une cinquantaine d'ONG thaïlandaises et internationales dont Human Rights Watch. Ces dernières jugent que les élections ne sont pas libres et équitables en raison du climat de répression et d'un système électoral partial, de plus en plus contesté, notamment par la jeunesse. Cette dernière exprime massivement son aspiration à des réformes démocratique lors d'importantes manifestations en 2020 et 2021. Celles-ci sont durement réprimées par le pouvoir, qui s'appuie sur un système policier et judiciaire aux ordres. Depuis juillet 2020, les autorités arrêtent ainsi plus de 1 800 activistes pro-démocratie, militants de l'opposition et individus critiques du gouvernement pour des crimes dits « politiques », dont 230 mineurs. Le gouvernement a notamment recours à la loi punissant de manière draconienne le lèse-majesté pour réprimer les appels à réformer le système politique, une tactique devenue habituelle dans le pays. La commission électorale interdit de fait toute référence à la monarchie dans les programmes des partis en lice, une pratique approuvée par la Cour constitutionnelle, qui juge en novembre 2021 que la critique de la monarchie est un acte de trahison,.
L'ensemble des médias sont par ailleurs soumis à la censure, tandis que les partis d'opposition subissent la menace constante d'une dissolution en cas de critique trop vive du pouvoir militaire ou royal. Le Parti du nouvel avenir est ainsi dissous le 21 février 2020 par la Cour constitutionnelle de Thaïlande.
Le gouvernement sortant ne dispose en retour que d'un bilan économique mitigé. La croissance économique du pays en 2022 n'est ainsi que de 2,8 %, soit un taux très bas pour le pays, tandis que les projections du Conseil national thaïlandais de développement économique et social pour 2023 donnent un taux similaire. Les questions du coût de la vie et de l'endettement des ménages, en forte augmentation de 2019, figurent au centre des préoccupations de la population, provoquant une baisse de popularité du premier ministre et des partis de la coalition au pouvoir, qui glissent derrière l'opposition dans les sondages.

## Mode de scrutin

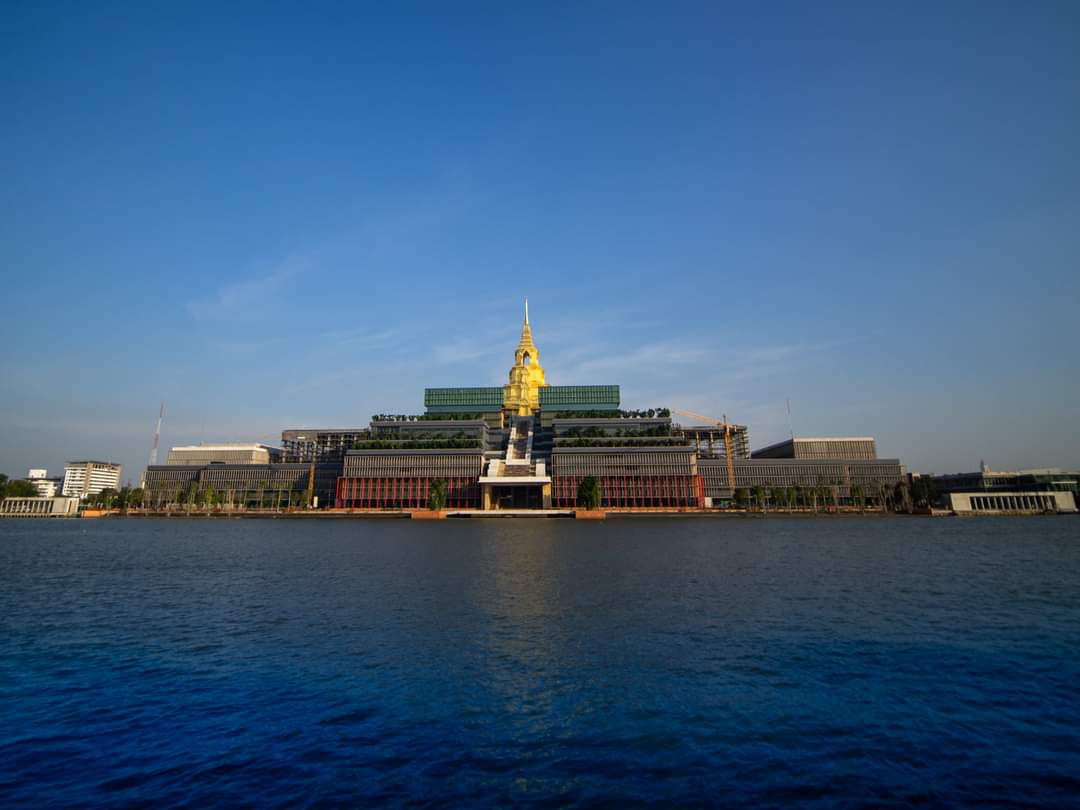
Le Sappaya-Sapasathan, siège de la Chambre des représentants à Bangkok

Sièges par circonscription

La Thaïlande est dotée d'un parlement bicaméral composé d'une chambre basse, la Chambre des représentants, et d'une chambre haute, le Sénat. Les 250 membres de ce dernier sont intégralement nommés par un panel d'une dizaine de grands électeurs choisis par la junte militaire.

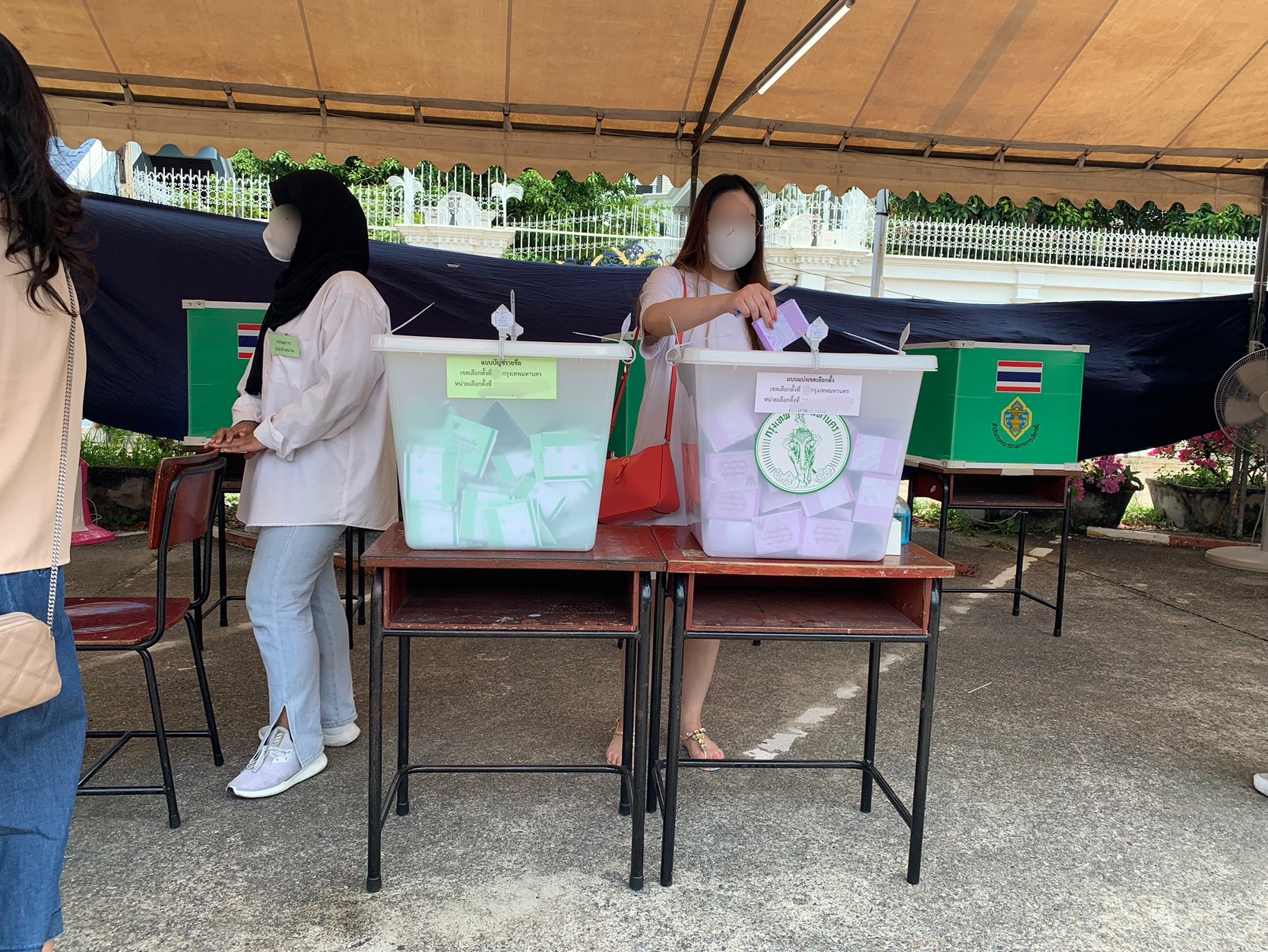
Bureau de vote à Bangkok

La chambre des représentants est composée de 500 sièges pourvus tous les quatre ans selon un mode de scrutin mixte. Sur ce total, 400 sont ainsi pourvus au scrutin uninominal majoritaire à un tour dans autant de circonscriptions électorales, tandis que les 100 sièges restants le sont au scrutin proportionnel plurinominal de liste selon un système parallèle. Les électeurs remplissent ainsi deux bulletins séparés, le vote pour un candidat choisi au niveau d'une circonscription pouvant être différent de celui envers un parti pour les sièges à la proportionnelle au niveau national.
Il s'agit d'un retour à un système parallèle, abandonné pour la première fois au scrutin précédent. Les élections de 2019 avaient en effet eu lieu selon un système compensatoire avec 350 sièges attribués au scrutin majoritaire, puis 150 autres à la proportionnelle de manière à faire correspondre le plus possible la répartition totale des sièges à celle des suffrages au niveau national. Les partis ayant remporté une part des 350 sièges au scrutin majoritaire plus importante que leur part des suffrages au niveau national ne se voyaient ainsi pas attribués de sièges, répartis sur les partis dont le total de sièges était en « déficit » sur leur part des voix.
Le retour à un système parallèle dans lequel la part proportionnelle est attribuée indépendamment de celle majoritaire sans logique compensatoire est vivement critiqué par l'opposition, en particulier par les partis mineurs. La réforme entreprise en 2021 via un amendement constitutionnel a ainsi été menée par les principaux partis, dont le Palang Pracharat et le Pheu Thai.
La loi électorale impose par ailleurs aux partis en lice d'annoncer à l'avance jusqu'à trois candidats au poste de Premier ministre. Ceux-ci n'appartiennent pas nécessairement aux partis les désignant.

## Forces en présence

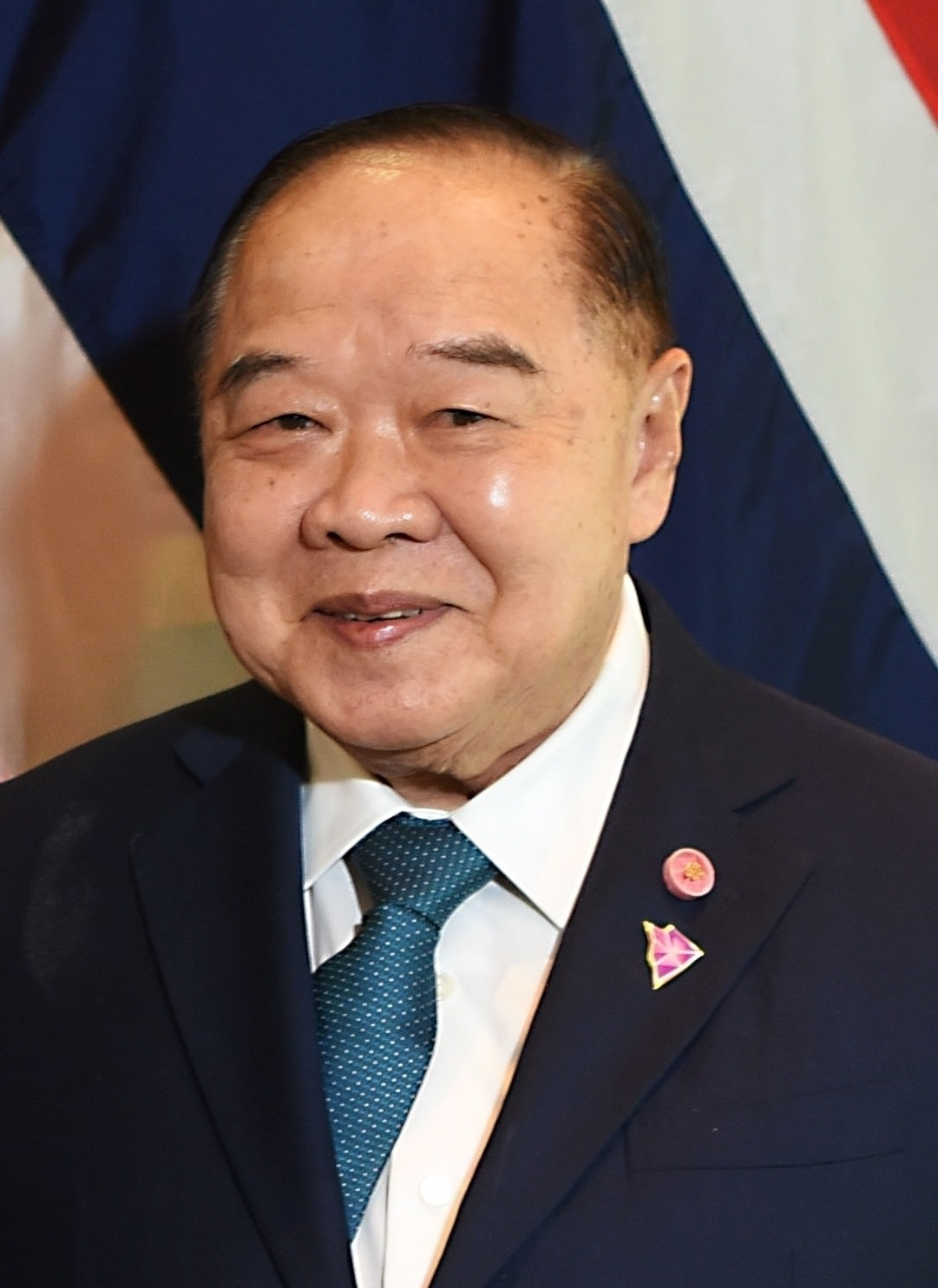
Prawit Wongsuwan

Le gouvernement du Premier ministre Prayut Chan-o-cha dispose du soutien de plusieurs partis pro-junte dont principalement le Palang Pracharat (PP), le Parti de la fierté thaïe (BJT), le Parti démocrate (PP). L'ensemble de ces partis et de ceux plus mineurs subissent depuis plusieurs années un fort déclin de popularité. Aucun d'entre eux ne dépasse ainsi les 5% d'intentions de votes dans la plupart des sondages effectués en avril 2023,.
Fin 2022, le Palang Pracharat est le théâtre d'une scission entre les partisans de Prayut Chan-o-cha et ceux de son premier vice-Premier ministre Prawit Wongsuwan, partisan d'un rapprochement avec le principal parti d'opposition, le Pheu Thai. Militaires de longue date, les deux hommes sont liés politiquement depuis plusieurs décennies et assurent maintenir des liens forts malgré leurs différences. Chan-o-cha rejoint fin décembre 2022 le Parti de la Nation thaïe unie, tandis que le Pheu Thai caracole en tête des sondages d'opinion,,,. Malgré les faiblesses des soutiens de Prayut Chan-o-cha, ce dernier pourrait malgré tout se maintenir avec un minimum de 126 sièges à la Chambre des représentants en raison du système politique qui implique le Sénat dans le vote de la motion de confiance au Premier ministre.

Affiche du Palang Pracharat (à gauche) et camion de campagne électorale du Pheu Thai (à droite)

L'opposition est quant à elle composée de plusieurs partis favorables au rétablissement d'une démocratie pleine et entière, dont principalement le parti Pheu Thai (PTP). Mené par Paethongtarn Shinawatra, il s'agit du troisième parti politique fondé par la famille Shinawatra dont fait notamment partie Thaksin Shinawatra, Premier ministre de 2001 à 2006 avant son renversement par un coup d’État. Leurs formations politiques ont été en tête de toutes les élections législatives depuis 2001. Au Pheu Thai s'ajoutent Aller de l'avant, héritier du Parti du nouvel avenir dissous en 2020, désormais mené par Pita Limjaroenrat, ainsi que plusieurs petits partis d'opposition, tels que le Parti libéral thaïlandais et Thai Sang Thai. Principaux partis d'opposition, le Pheu Thai et Aller de l'avant figurent largement en tête des sondages, portés par la popularité de leurs dirigeants respectifs. Le premier est ainsi crédité en avril 2023 de 34 à 47 % des intentions de vote, et Aller de l'avant de 16 à 50 %. Bien que l'obtention d'une majorité à la chambre des représentants par l'opposition soit largement attendue, ceux-ci sont néanmoins soumis à la nécessité d'obtenir 376 représentants sur 500 pour surmonter le vote des sénateurs et pouvoir désigner un Premier ministre qui leur soit favorable,.
Aller de l'avant centre notamment son programme sur l'opposition aux coups d’État répétés de l'armée, dont il propose de réduire le budget ainsi que d'abolir la conscription. Critiquant la corruption de la classe politique traditionnelle, il est par ailleurs le seul parti évoquant ouvertement une réforme des lois entourant la monarchie, et notamment le crime de lèse-majesté. Il ne propose toutefois que peu de changements dans les domaines économique et social, sinon une profonde réforme du système éducatif.

## Sondages

Moyenne lissée des sondages

## Résultats
|                           |                                                      |                       |                       |                       |                       |                     |                     |                     |                     |              |               |  |  |  |
| Partis                    | Partis                                               | Scrutin proportionnel | Scrutin proportionnel | Scrutin proportionnel | Scrutin proportionnel | Scrutin majoritaire | Scrutin majoritaire | Scrutin majoritaire | Scrutin majoritaire | Total sièges | +/-           |  |  |  |
| Partis                    | Partis                                               | Voix                  | %                     | +/-                   | Sièges                | Voix                | %                   | Sièges              | +/-                 | Total sièges | +/-           |  |  |  |
|                           | Aller de l'avant (MFP)                               | 14 438 851            | 38,01                 | 20,67                 | 39                    | 9 535 709           | 24,27               | 112                 | 81                  | 151          | 70            |  |  |  |
|                           | Pheu Thai (PTP)                                      | 10 962 522            | 28,86                 | 6,94                  | 29                    | 9 222 908           | 23,48               | 112                 | 24                  | 141          | 5             |  |  |  |
|                           | Parti de la Nation thaïe unie (PRTSC)                | 4 766 408             | 12,55                 | Nv                    | 13                    | 3 521 377           | 8,96                | 23                  | Nv                  | 36           | 36            |  |  |  |
|                           | Parti de la fierté thaï (BJT)                        | 1 138 202             | 3,00                  | 7,33                  | 3                     | 5 015 210           | 12,77               | 68                  | 29                  | 71           | 20            |  |  |  |
|                           | Parti démocrate (D)                                  | 925 349               | 2,44                  | 8,48                  | 3                     | 2 231 142           | 5,68                | 22                  | 11                  | 25           | 28            |  |  |  |
|                           | Prachachart                                          | 602 645               | 1,59                  | 0,25                  | 2                     | 311 057             | 0,79                | 7                   | 1                   | 9            | 2             |  |  |  |
|                           | Palang Pracharat (PP)                                | 537 625               | 1,42                  | 21,92                 | 1                     | 4 127 116           | 10,51               | 39                  | 58                  | 40           | 76            |  |  |  |
|                           | Parti libéral thaïlandais (TLP)                      | 351 376               | 0,92                  | 1,37                  | 1                     | 273 669             | 0,70                | 0                   | en stagnation       | 1            | 9             |  |  |  |
|                           | Thai Sang Thai (TST)                                 | 340 178               | 0,90                  | Nv                    | 1                     | 870 538             | 2,22                | 5                   | 5                   | 6            | 6             |  |  |  |
|                           | Parti de la nouvelle démocratie (PP)                 | 273 428               | 0,72                  | 0,61                  | 1                     | 13 570              | 0,03                | 0                   | en stagnation       | 1            | 1             |  |  |  |
|                           | Nouveau parti                                        | 249 731               | 0,66                  | Nv                    | 1                     | 1 152               | 0,00                | 0                   | en stagnation       | 1            | 1             |  |  |  |
|                           | Parti national du développement audacieux (CPT)      | 212 676               | 0,56                  | 0,14                  | 1                     | 297 294             | 0,76                | 1                   | en stagnation       | 2            | 1             |  |  |  |
|                           | Parti des comtés thaï                                | 201 411               | 0,53                  | Nv                    | 1                     | 1 203               | 0,00                | 0                   | en stagnation       | 1            | 1             |  |  |  |
|                           | Parti du développement national thaïlandais (CP)     | 192 497               | 0,51                  | 1,65                  | 1                     | 584 802             | 1,49                | 9                   | 3                   | 10           | en stagnation |  |  |  |
|                           | Parti juste                                          | 184 817               | 0,49                  | Nv                    | 1                     | 9 559               | 0,02                | 0                   | en stagnation       | 1            | 1             |  |  |  |
|                           | Parti du nouveau pouvoir social                      | 177 379               | 0,47                  | Nv                    | 1                     | 20 353              | 0,05                | 0                   | en stagnation       | 1            | 1             |  |  |  |
|                           | Parti des professeurs thaïs pour le peuple           | 175 182               | 0,46                  | 0,30                  | 1                     | 4 464               | 0,01                | 0                   | en stagnation       | 1            | en stagnation |  |  |  |
|                           | Parti du pouvoir                                     | 156 493               | 0,41                  | Nv                    | 0                     | 2 807               | 0,01                | 0                   | en stagnation       | 0            | en stagnation |  |  |  |
|                           | Parti thaï Pheu Chart                                | 134 833               | 0,35                  | 0,18                  | 0                     | 19 869              | 0,05                | 0                   | en stagnation       | 0            | 1             |  |  |  |
|                           | Parti travailliste pour la construction de la nation | 128 586               | 0,34                  | Nv                    | 0                     | 1 200               | 0,00                | 0                   | en stagnation       | 0            | en stagnation |  |  |  |
|                           | Parti thaï Pakdee                                    | 102 237               | 0,27                  | Nv                    | 0                     | 97 513              | 0,26                | 0                   | en stagnation       | 0            | en stagnation |  |  |  |
|                           | Parti thaï rapide                                    | 82 660                | 0,22                  | Nv                    | 0                     | 1 930               | 0,01                | 0                   | en stagnation       | 0            | en stagnation |  |  |  |
|                           | Parti du futur de la Thaïlande                       | 80 712                | 0,21                  | 0,21                  | 0                     | 2 342               | 0,01                | 0                   | en stagnation       | 0            | en stagnation |  |  |  |
|                           | Parti de la nouvelle alternative                     | 78 789                | 0,21                  | 0,13                  | 0                     | 11 691              | 0,03                | 0                   | en stagnation       | 0            | en stagnation |  |  |  |
|                           | Parti Thai Ruam Thai                                 | 71 854                | 0,19                  | Nv                    | 0                     | 996                 | 0,00                | 0                   | en stagnation       | 0            | en stagnation |  |  |  |
|                           | Parti Ruam Jai Thai                                  | 71 765                | 0,19                  | 0,15                  | 0                     | 431                 | 0,00                | 0                   | en stagnation       | 0            | en stagnation |  |  |  |
|                           | Pheu Thai Ruam Phalang                               | 66 830                | 0,18                  | Nv                    | 0                     | 94 345              | 0,25                | 2                   | 2                   | 2            | 2             |  |  |  |
|                           | Autres partis                                        | 794 210               | 2,09                  | –                     | 0                     | 327 400             | 0,86                | 0                   | –                   | 0            | –             |  |  |  |
|                           | « Aucun d'entre eux »                                | 482 303               | 1,27                  | –                     | –                     | 866 885             | 2,28                | –                   | –                   | –            | –             |  |  |  |
|                           |                                                      |                       |                       |                       |                       |                     |                     |                     |                     |              |               |  |  |  |
| Votes valides             | Votes valides                                        | 37 987 549            | 96,18                 |                       |                       | 38 056 960          | 96,31               |                     |                     |              |               |  |  |  |
| Votes blancs et invalides | Votes blancs et invalides                            | 1 509 836             | 3,82                  | 1 457 899             | 3,69                  |                     |                     |                     |                     |              |               |  |  |  |
| Total                     | Total                                                | 39 497 385            | 100                   | –                     | 100                   | 39 514 859          | 100                 | 400                 | 50                  | 500          | en stagnation |  |  |  |
| Abstentions               | Abstentions                                          | 12 741 209            | 24,39                 |                       |                       | 12 723 735          | 24,36               |                     |                     |              |               |  |  |  |
| Inscrits / participation  | Inscrits / participation                             | 52 238 594            | 75,61                 | 52 238 594            | 75,64                 |                     |                     |                     |                     |              |               |  |  |  |

## Analyse et conséquences

Partisans d'Aller de l'avant célébrant à Bangkok la victoire électorale de leur parti, le 18 mai 2023

Parti arrivé en tête par circonscription et sièges de listes : en rouge Pheu Thai ; orange Aller de l'avant ; verdâtre Prachachart ; rose Chartthaipattana ; bleu foncé Parti de la fierté thaïe ; bleu clair Parti démocrate ; bleu gris Palang Pracharath ; bleu-violet foncé Parti de la Nation thaïe unie ; violet Thai Sang Thai

L'opposition au gouvernement mené par les militaires remporte largement les élections, Aller de l'avant (MFP) et le Pheu Thai (PTP) arrivant tous deux en tête loin devant les partis gouvernementaux,,,,,. Aller de l'avant l'emporte notamment dans la totalité des districts électoraux de la capitale, Bangkok. La dirigeante du Pheu Thai, Paethongtarn Shinawatra, félicite Aller de l'avant au soir du scrutin et soutient la candidature au poste de Premier ministre de son dirigeant, Pita Limjaroenrat, avec lequel elle annonce être « prêts à travailler ensemble ». S'ils remportent à eux deux presque trois cents sièges, la majorité élargie de 376 sièges nécessaire pour passer outre au sénat dans le choix du Premier ministre leur échappe cependant.
L'effondrement des partis soutenant ouvertement les militaires profite également au Parti de la fierté thaï du ministre de la Santé Anutin Charnvirakul, dont la notoriété s'est fortement accrue depuis la pandémie de Covid-19 et la légalisation du cannabis à usage médical. Avec plus de 70 sièges de députés, son parti jugé modéré trouve ainsi à l'issue des urnes la position de faiseur de roi dont il se targuait au cours de la campagne. Quelques jours après l'annonce des résultats, le Parti de la fierté thaïe annonce cependant s'opposer catégoriquement à la candidature de Pita Limpjaroenrat au poste de Premier ministre en raison de sa position sur la réforme de la loi de lèse majesté,,.

## Formation du gouvernement

### Tentative de Pita Limjaroenrat
Pita Limjaroenrat annonce le 15 mai la formation d'une coalition regroupant Aller de l'avant (MFP), le Pheu Thai (PTP), le Thai Sang Thai (TST), le Prachachart, le Parti libéral thaïlandais (TLP) et le Parti juste,. La coalition obtient rapidement le ralliement du Pheu Thai Ruam Palang et du Nouveau pouvoir social, ce qui lui permet de totaliser 313 sièges. Les huit partis signent le 22 mai un accord de coalition dans lequel ils s'engagent à soutenir la candidature de Limjaroenrat au poste de Premier ministre, et s'accordent sur un programme en vingt trois points. Celui-ci inclut entre autres la restauration d'un système pleinement démocratique, la rédaction à cette fin d'une nouvelle constitution, la réforme des secteurs de la police, de l'armée et de la justice, la lutte contre la corruption et le redressement de l'économie. L'accord comporte également la fin du service militaire obligatoire, le retour de certaines restrictions concernant l'usage du cannabis ainsi que la légalisation du mariage homosexuel. Cheval de bataille du MFP lors de la campagne, la réforme de la loi sur le crime de lèse-majesté ne figure pas dans l'accord, une absence remarquée comme une concession du parti envers ses partenaires de coalition, en partie opposés à une telle réforme. Pita Limjaroenrat réitère néanmoins son objectif d'arriver à terme à la mettre en œuvre. L'accord n’exempte cependant pas la coalition de souffrir de dissensions entre ses deux principales composantes, qui se dévoilent notamment lors de l'élection du président de la Chambre des représentants. Celle-ci donne lieu à une dispute entre soutiens du candidat d'Aller de l'avant et de celui du Pheu Thai, malgré l'intervention de Pita Limjaroenrat appelant à résoudre la question en interne,.
Si l'opposition ne dispose pas de la majorité qualifiée au parlement, l'importance de sa victoire conduit à l'organisation de manifestations appelant les sénateurs à se rallier à la coalition octopartite. L'incertitude quant à la possibilité d'un blocage institutionnel, d'une dissolution d’Allez de l'avant ou même d'un nouveau coup d’État militaire malgré les dénégations de l'Armée provoque un climat d'anxiété dans le pays,,.
La commission électorale ouvre le 12 juin une enquête à l'encontre de Pita Limjaroenrat, accusé d'avoir dissimulé la possession d'actions héritées de son père dans la chaîne de télévision iTV, alors que le code électoral interdit aux candidats de posséder des parts dans un journal ou un autre type de média d’information de masse,,. Limjaroenrat se défend en mettant en avant que la chaîne ne diffuse plus depuis 2007, et rejette une accusation qu'il juge motivée politiquement pour le démettre de son siège de représentant et empêcher sa candidature au poste de Premier ministre. En parallèle, des organisations issues des milieux ultraroyalistes et militaristes déposent également des plaintes pour de supposées violations de la loi de lèse-majesté par Limjaroenrat accusé d'avoir pour projet secret de faire de la Thaïlande une république. Le 12 juillet, la commission électorale demande au Parlement de le suspendre de son mandat de député.
Le Parlement, réuni en session conjointe le 13 juillet, rejette finalement l'investiture de Pita Limjaroenrat, qui obtient 325 voix dont celles de 13 sénateurs, soit 51 de moins que les 376 nécessaires,,. Celui-ci peut encore présenter sa candidature deux fois. Il perd son mandat le 19 juillet sur décision de la Cour constitutionnelle. Le jour même, le Parlement vote pour déclarer illégale sa candidature, celle-ci ayant déjà été présentée la semaine précédente. D'importantes manifestations ont lieu le jour même à Bangkok pour protester contre cette décision.

### Retournement d'alliance et élection de Srettha Thavisin

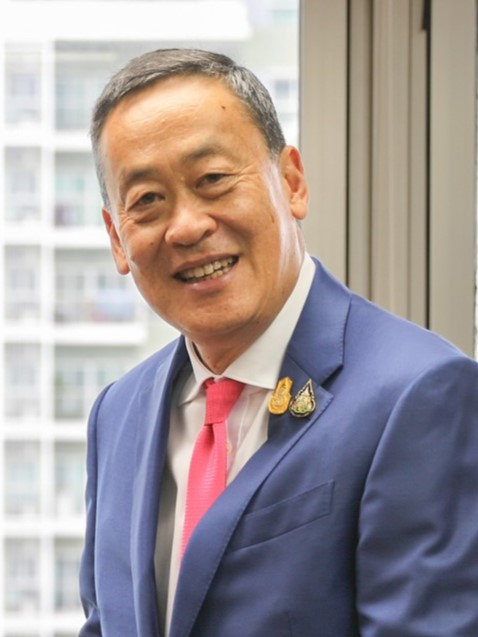
Srettha Thavisin

Le vote du Parlement est reporté le 25 juillet à une durée indéterminée, jusqu'à ce que la Cour constitutionnelle se prononce au sujet de Pita. Le 2 août, dans le but de rallier les voix des sénateurs et des partis des militaires, le Pheu Thai annonce mettre fin à sa coalition avec Aller de l'avant, et présente la candidature de l'un de ses élus, Srettha Thavisin,. Évoquant un vice de procédure, la Cour constitutionnelle rejette le 16 août le recours du parti de Pita, permettant ainsi à la procédure parlementaire de se poursuivre,.
Le Palang Pracharat se rallie le 21 août à la candidature de Srettha Thavisin dans le cadre d'une coalition de onze partis, incluant également deux autres partis militaristes, le Parti de la fierté thaïe et le Parti de la Nation thaïe unie. Ces ralliements permettent l'élection de Srettha Thavisin au poste de Premier ministre le 22 août, grâce au ralliement d'une grande partie des sénateurs. Son vote d'investiture reçoit 482 voix pour (dont 152 de sénateurs), 165 voix contre (dont 149 de membres d'Allez de l'avant) et 100 abstentions (dont 68 de sénateurs),. Son gouvernement est nommé le 2 septembre 2023, et prête serment le 5.

## Suites
Le jour même de l'investiture de Srettha Thavisin, le chef historique du Pheu Thai et principal ennemi de la junte et de la monarchie, Thaksin Shinawatra, met fin à son exil de quinze ans et retourne en Thailande. Initialement annoncé pour le 10 août, son retour avait finalement été reporté lors du blocage institutionnel. Après s'être prosterné devant un portrait du roi Rama X, il est accueilli au salon de réception de l'aéroport par sa fille et ses partisans. Il se rend ensuite au siège de la Cour suprême, qui lui notifie ses condamnations, et est emprisonné pour purger sa peine de huit ans pour corruption,,. Il est transféré quelques heures plus tard dans un hôpital de la police où il est placé, selon la presse thaïlandaise, dans une chambre VIP,. La coïncidence des évènements fait supposer un accord entre la junte et le Pheu Thai, ce dernier acceptant de partager le pouvoir en échange d'une future réduction de peine voire d'une grâce royale pour Thaksin Shinawatra,,. Il dépose une demande de grâce auprès du roi Rama X, qui lui accorde le 1er septembre 2023, réduisant sa peine de huit à un an de prison.
Suspendu du parlement, Pita Limjaroenrat annonce le 15 septembre sa démission de la direction d'Aller de l'avant afin d'« ouvrir la voie à un député capable de s'exprimer au parlement et d'être le chef de l'opposition »,,. Il est remplacé dans ces deux fonctions le 23 septembre par Chaitawat Tulathon.